# Sipplingen
Sipplingen es un municipio alemán situado en el distrito del lago de Constanza, Baden-Wurtemberg. Está ubicado en los declives del terreno montañoso en la orilla norte del lago de Überlingen, que forma parte del lago de Constanza, entre Ludwigshafen y Überlingen.
La presente aldea de Sipplingen ha sido construida a salvo de inundaciones en la ladera por encima de la orilla. Sin embargo, hace milenios los hombres preferían establecer sus viviendas directamente en la placa de la orilla de sólo 100 a 150 m de ancho que a menudo es inundada. Para protegerse de las inundaciones, las casas se construyeron sobre palos. Hasta la fecha, se hallaron restos de aproximadamente veinte aldeas de palafitos que había en esta zona entre 3919 A.C. (Edad de Piedra) y 933 A.C. (Edad del Bronce).
El terreno se eleva desde la orilla del lago (395 m s. n. m.) sin transición hasta las alturas de la montaña de Sipplingen (700 m s. n. m.). Las laderas de este acantilado se alejan primero en dirección noroeste del lago y entonces se acercan otra vez. El triángulo de Sipplingen (Sipplinger Dreieck) es un fenómeno geomorfológico donde, entre el lago y los declives boscosos, varias cimas se extienden paralelamente a la orilla.